# Mercœur, Haute-Loire
Mercœur är en kommun i departementet Haute-Loire i regionen Auvergne-Rhône-Alpes i centrala Frankrike. Kommunen ligger i kantonen Lavoûte-Chilhac som tillhör arrondissementet Brioude. År 2022 hade Mercœur 148 invånare.

## Befolkningsutveckling
Antalet invånare i kommunen Mercœur
| Referens: INSEE |